# Marnach
Marnach (luxembourgeois : Maarnech) est une section de la commune luxembourgeoise de Clervaux située dans le canton de Clervaux.

## Histoire
Marnach était une section de la commune de Munshausen jusqu’à la fusion officielle de cette dernière avec Clervaux le 1er janvier 2012.

## Armoiries
Marnach est la seule entité du Luxembourg n’étant pas une commune à être autorisée à afficher des armoiries. Elle les obtint par un arrêté grand-ducal du 27 novembre 1954.
Blasonnement : Coupé sapiné d’azur et d’or : au I deux fleurs de genêt en naturel posées en fasce, au II un flambeau allumé au naturel posé en pal.

## Curiosités
- L'émetteur de Marnach utilisé par Radio Luxembourg
- Le centre culturel Cube 521 (lb)[3]